# Hamptjärnen (Grundsunda socken, Ångermanland, 703650-167139)
Hamptjärnen är en sjö i Örnsköldsviks kommun i Ångermanland och ingår i Lögdeälven-Husåns kustområde. Sjön har en area på 0,0481 kvadratkilometer och ligger 31,8 meter över havet.

## Delavrinningsområde
Hamptjärnen ingår i det delavrinningsområde (704013-166936) som SMHI kallar för Inloppet i Långsjön. Medelhöjden är 56 meter över havet och ytan är 22,95 kvadratkilometer. Det finns inga avrinningsområden uppströms utan avrinningsområdet är högsta punkten. Avrinningsområdets utflöde Fanbybäcken mynnar i havet. Avrinningsområdet består mestadels av skog (74 procent). Avrinningsområdet har 0,12 kvadratkilometer vattenytor vilket ger det en sjöprocent på 0,5 procent.